# Třebařov
Třebařov település Csehországban, a Svitavyi járásban. Třebařov Hynčina, Krasíkov, Žichlínek, Staré Město, Koruna és Rychnov na Moravě településekkel határos. Lakosainak száma 919 fő (2024. január 1.).

## Népesség
A település lakosságának változását az alábbi diagram mutatja:
| Lakosok száma | 2266 | 2020 | 1898 | 1191 | 1101 | 874  | 888  | 913  | 863  | 919  |
|               | 1869 | 1900 | 1921 | 1961 | 1980 | 2011 | 2016 | 2019 | 2021 | 2024 |